# Саратовське
Саратовське (рос. Саратовское) — селище Краснознаменського району, Калінінградської області Росії. Входить до складу Краснознаменського міського округу.
Населення —  11 осіб (2015 рік). 

## Населення
| 2002 | 2010 |
| ---- | ---- |
| 12   | ↘11  |